# Universidade Nacional da Colômbia
A Universidad Nacional da Colômbia (em castelhano Universidad Nacional de Colombia; UNAL) é a principal universidade da Colômbia. Fundada em 22 de setembro de 1867 como Universidad Nacional de los Estados Unidos de Colombia, a UNAL é uma universidade pública e é composta por inúmeros campos distribuídos por todo o território colombiano. O principal deles localiza-se na capital Bogotá. A universidade conta com aproximadamente 40 mil estudantes (2004).

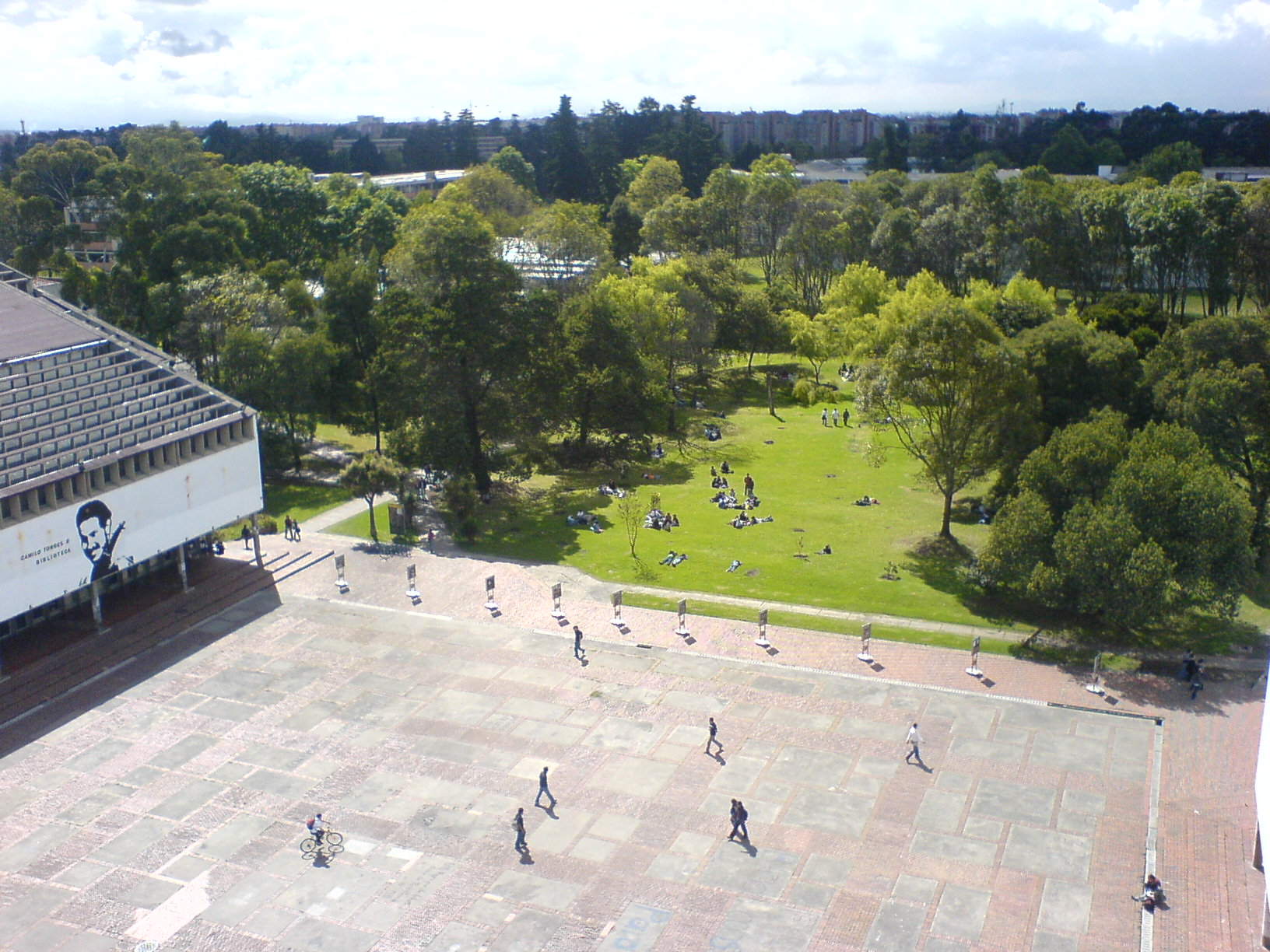
Universidad Nacional da Colômbia, Bogotá, D.C..